# Обстріли Берислава (2024 рік)
Ця стаття є частиною сторінки Обстріли Берислава з 24 лютого 2022 року, яка є частиною Історії Берислава.
Про події попередніх років дивіться Обстріли Берислава (2022 рік) та Обстріли Берислава (2023 рік).
Обстріли Берислава за 2024 рік — низка терористичних атак на місто Берислав та район військами РФ, що почалися під час російського вторгнення в Україну з 24 лютого 2022 року та тривають понині.
Берислав до вторгнення Росії в Україну був осередком освіти Херсонщини з двома коледжами.
Зараз місто зазнало значних руйнувань, заміновані околиці, відсутні комунальні послуги. Під час окупації в місті була гостра нестача продуктів та ліків. Після деокупації місто зазнало нових випробувань, зокрема, відсутності електроенергії та води. Зараз Берислав перебуває під постійними обстрілами, внаслідок яких багато будинків пошкоджено, є поранені та загиблі. Багато людей в місті відмовляються покидати свої домівки, незважаючи на обстріли.

## Хронологія

#### Серпень 2024

##### 12 серпня 2024 року
12 серпня 2024 року під російськими обстрілами та авіаударами опинилися Білозерка, Велетенське, Придніпровське, Томина Балка, Станіслав, Зимівник, Понятівка, Антонівка, Дар'ївка, Садове, Музиківка, Берислав, Бургунка, Червоний Маяк, Михайлівка, Крупиця, Одрадокам'янка, Шляхове, Веселе та Херсон. Про це повідомив начальник Херсонської обласної військової адміністрації Олександр Прокудін. Російські обстріли пошкодили адміністративні будівлі, житлові квартали, газогін, господарські споруди, приватні автомобілі та автомобіль швидкої допомоги. Загинула одна людина, ще 17 отримали поранення, серед них двоє дітей.

##### 13 серпня 2024 року
У «Громадському просторі» Бериславської громади відбувся захід, спрямований на розвиток пам'яті, уваги та мислення у людей різних поколінь. Про це повідомляє Бериславська міська рада. У заході взяли участь дошкільнята та люди поважного віку. Програма включала ігри, головоломки та творчі завдання, які сприяли активній роботі мозку. Такі заходи створюють атмосферу взаємоповаги та дружби між поколіннями, розвивають інтелектуальні здібності та зміцнюють соціальні зв'язки. Організатори висловили вдячність учасникам за активність та відзначили важливість таких зустрічей для підтримки активного способу життя та покращення загального самопочуття.
Близько 16:00 російські війська обстріляли Берислав. За даними Херсонської обласної військової адміністрації, поблизу магазину постраждала 48–річна жінка. Вона самостійно звернулася до лікарні, де їй діагностували вибухову травму та уламкове поранення гомілки. Потерпілій надають медичну допомогу.
13 серпня 2024 року під російськими обстрілами та авіаударами опинилися Станіслав, Черешеньки, Садове, Михайлівка, Антонівка, Червоний Маяк, Тараса Шевченка, Томарине, Берислав, Велетенське, Музиківка, Дніпровське, Зимівник, Білозерка, Золота Балка, Тягинка та Херсон.
За даними начальника Херсонської обласної військової адміністрації Олександра Прокудіна, російські військові влучили в об'єкт критичної інфраструктури, навчальний та медичний заклади, фермерське господарство, житлові квартали, зокрема дві багатоповерхівки та дев'ять приватних будинків. Пошкоджено газопровід, господарські споруди, приватні автомобілі, автобус та сільгосптехніку.
Внаслідок російської агресії шестеро людей отримали поранення.

#### Вересень 2024

##### 1 вересня 2024 року
1 вересня 2024 року під російськими обстрілами та авіаударами опинилися Антонівка, Садове, Благовіщенське, Кізомис, Білозерка, Станіслав, Олександрівка, Приозерне, Миролюбівка, Новоберислав, Качкарівка, Гаврилівка та Херсон.
За даними начальника Херсонської обласної військової адміністрації Олександра Прокудіна, російські військові влучили в об'єкт критичної інфраструктури, освітні заклади, оздоровчий комплекс та банківську установу, а також у житлові квартали, зокрема 10 багатоповерхівок та 24 приватних будинки. Пошкоджено газогін та приватні автомобілі.
Внаслідок обстрілів дві людини дістали поранення. Під час нічної дронової атаки Сили протиповітряної оборони знищили один Shahed–131/136.

##### 3 вересня 2024 року
3 вересня 2024 року під російськими обстрілами та авіаударами опинилися Антонівка, Садове, Кізомис, Станіслав, Понятівка, Велетенське, Берислав, Вірівка, Тягинка, Бургунка, Саблуківка, Томарине, Новоберислав, Гаврилівка, Кар'єрне та Херсон. За даними начальника Херсонської обласної військової адміністрації Олександра Прокудіна, російські військові атакували заклади культури, вежі стільникового зв'язку, завод, житлові квартали, зокрема п'ять багатоповерхівок та 11 приватних будинків. Пошкоджено складські приміщення, гаражі та приватні автомобілі. Внаслідок обстрілів загинули три людини, ще п'ятеро отримали поранення.

##### Жовтень 2024

###### 1 жовтня 2024 року
1 жовтня 2024 року під російськими обстрілами та авіаударами опинилися Антонівка, Станіслав, Велетенське, Широка Балка, Токарівка, Садове, Придніпровське, Кізомис, Дар'ївка, Томина Балка, Первомайське, Берислав, Саблуківка та Херсон.
Начальник Херсонської обласної військової адміністрації Олександр Прокудін повідомив, що російські війська завдали ударів по освітньому закладу, аптеці, церкві, житлових кварталах, багатоповерхівці та 20 приватних будинках. Пошкоджено газопровід, господарчу споруду та приватний автомобіль. Внаслідок обстрілів загинули шестеро людей, ще 11 отримали поранення.

###### 2 жовтня 2024 року
2 жовтня 2024 року під російськими обстрілами та авіаударами опинилися населені пункти Херсонської області: Антонівка, Берислав, Білозерка, Бургунка, Саблуківка, Садове, Гаврилівка, Дудчани, Новоберислав, П'ятихатки, Томина Балка, Широка Балка, Одрадокам'янка, Червоний Маяк, Костирка, Михайлівка, Микільське, Станіслав, Олександрівка, Зміївка, Урожайне, Козацьке, Придніпровське та Херсон.
За повідомленням начальника Херсонської обласної військової адміністрації Олександра Прокудіна, російські військові обстріляли житлові квартали, пошкодивши 13 приватних будинків, газопровід, господарчі споруди, автобус та приватні автомобілі. Внаслідок обстрілів загинули дві людини, ще вісім отримали поранення. Під час нічної атаки Сили протиповітряної оборони знищили три дрони «Shahed–131/136».

###### 3 жовтня 2024 року
3 жовтня 2024 року під російськими обстрілами та авіаударами опинилися населені пункти Херсонської області: Садове, Придніпровське, Зимівник, Антонівка, Кізомис, Широка Балка, Томина Балка, Білозерка, Станіслав, Берислав, Зміївка, Урожайне, Милове та Херсон. Про це повідомив начальник Херсонської обласної військової адміністрації Олександр Прокудін.
Російські військові завдали ударів по об'єктах критичної інфраструктури та житлово–комунальних комунікацій, пошкодивши 35 приватних будинків, господарчі споруди, складські приміщення, автобус, сільськогосподарську техніку та приватні автомобілі. Під час нічної атаки дронами Сили протиповітряної оборони знищили два «Shahed–131/136».

##### Листопад 2024

###### 1 листопада 2024 року
1 листопада 2024 року російські війська обстріляли Берислав, Микільське, Томину Балку, Станіслав, Широку Балку, Тягинку, Томарине, Качкарівку, Білозерку, Гаврилівку, Комишани, Антонівку, Придніпровське та Львове. Також було здійснено два ракетні удари по Херсону. За даними начальника Херсонської обласної військової адміністрації Олександра Прокудіна, пошкоджено освітній та медичний заклади, завод, залізничне підприємство, станцію техобслуговування, три багатоповерхівки та 26 приватних будинків. Також пошкоджено газопроводи, господарчу споруду, будівельну техніку та приватні автомобілі. Внаслідок обстрілів поранено вісім осіб.

###### 2 листопада 2024 року
2 листопада 2024 року під російськими обстрілами та авіаударами опинилися Зеленівка, Інженерне, Антонівка, Садове, Придніпровське, Дніпровське, Білозерка, Станіслав, Кізомис, Томина Балка, Микільське, Новодмитрівка, Берислав, Гаврилівка, Томарине, Крупиця та Херсон. Про це повідомив начальник Херсонської обласної військової адміністрації Олександр Прокудін. Російські обстріли пошкодили освітні заклади, бібліотеку, церкву, поштове відділення, магазини, п'ять багатоповерхівок та 14 приватних будинків. Також було пошкоджено газопровід, гаражі та приватні автомобілі. Внаслідок обстрілів загинула одна людина, ще 10 отримали поранення, з них троє дітей.

###### 3 листопада 2024 року
3 листопада 2024 року під обстрілами російських окупантів опинилися Бериславська, Новорайська та Тягинська територіальні громади. Про це повідомив начальник Бериславської районної військової адміністрації Володимир Літвінов. Серед постраждалих населених пунктів — місто Берислав, села Шляхове, Червоний Маяк та Бургунка. Російські окупанти завдали артилерійських обстрілів по селам Шляхове, Червоний Маяк та околицях Бургунки, пошкодивши житлові будинки та господарські споруди. Крім того, окупанти атакували Берислав за допомогою безпілотних літальних апаратів. Жертв та постраждалих серед цивільного населення немає.

##### Грудень 2024

###### 1 грудня 2024 року
1 грудня 2024 року російські окупанти обстріляли Новоолександрівську та Тягинську територіальні громади. Під обстріл потрапили села Золота Балка та Тягинка. Російська армія завдала артилерійських обстрілів по селу Золота Балка та атакувала село Тягинка за допомогою безпілотних літальних апаратів. Пошкоджено житлові будинки та господарські споруди мешканців. У селі Одрадокам'янка 44–річний чоловік отримав поранення внаслідок підриву на невідомому вибухонебезпечному предметі. У місті Берислав 59–річний чоловік звернувся за медичною допомогою після поранення, отриманого 26 листопада 2024 року.

###### 2 грудня 2024 року
2 грудня 2024 року російські військові обстріляли село Золота Балка Бериславського району. Про це повідомили у пресслужбі Херсонської обласної військової адміністрації. Під час обстрілів зафіксували сім влучань. Пошкоджено адміністративну будівлю, дитячий садок, трансформатор і приватний будинок. Ніхто з людей не постраждав.

###### 3 грудня 2024 року
3 грудня 2024 року російські окупанти обстріляли Бериславську, Нововоронцовську, Новоолександрівську, Новорайську та Тягинську територіальні громади. Під обстріл потрапили місто Берислав, селище Нововоронцовка, села Михайлівка, Золота Балка, Новорайськ, Одрадокам'янка та Тягинка. Про це повідомив начальник Бериславської районної військової адміністрації Володимир Літвінов. Російська армія завдала артилерійських та танкових обстрілів по Бериславу, Михайлівці, Золотій Балці, Тягинці та околицях Новорайська. Також були використані безпілотні літальні апарати для атак на Берислав, Нововоронцовку, Одрадокам'янку та Тягинку. Пошкоджено житлові будинки, господарські споруди мешканців та вежу мобільного зв'язку. Внаслідок атаки БПЛА у Бериславі загинула 43–річна жінка.